# Hórjúdzsi
Hórjúdzsi (法隆寺, Hōryūji, „A virágzó törvény temploma”) egy buddhista templom Ikarugában, Nara prefektúrában, Japánban. A templom teljes neve Hórjú Gakumondzsi (法隆学問寺), vagy a Virágzó Törvény Tanító Temploma, mivel a hely kolostorként és papneveldeként is szolgál. A templom faépületei állítólag a legrégebbiek közé tartoznak a világon.
A Hórjúdzsi az egyik legnevezetesebb templom Japánban, bár vannak nála régebbiek is. 1993-ban lett a UNESCO Világörökség része, a japán kormány nemzeti kincsként tartja számon.

## Története

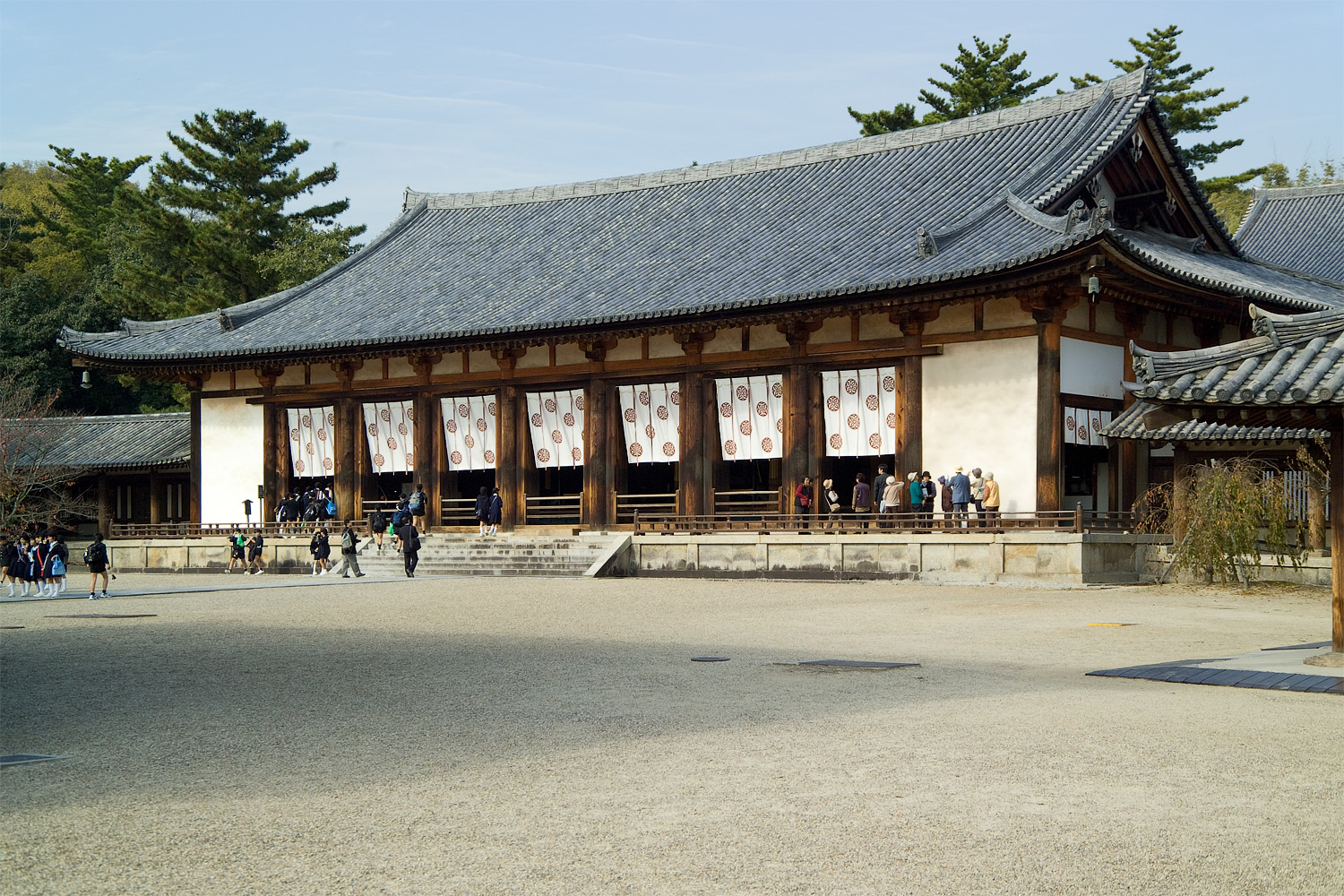
A daikodo

A templom felépítését Sótoku herceg szorgalmazta. Ezzel a céllal a Kongó Gumi építkezési céget bízta meg (abban az időben Ikaruga-dera (斑鳩寺) néven voltak ismertek). Ennek a templomnak a felépítését 607-ben fejezték be. Hórjúdzsit Jakusi, a gyógyítás Njoraija és a herceg édesapja tiszteletére szentelték fel. Az ásatások bebizonyították, hogy Sótoku herceg palotája a templom jelenlegi helyének keleti részén állt. A herceg palotájától délre felfedezték egy templomkomplexum romjait is, amelyek nem tartoznak a mai templomegyüttes területéhez.
A templomot 670-ben villámcsapás érte, ennek következtében leégett. 670 és 700 között újraépítették az eredeti stílusban, de az eredetitől eltérő fekvésben, északnyugati irányban. A templomot a 12. században, 1374-ben és 1603-ban is felújították. Úgy becslik, hogy a Kondo 15-20%-ban tartalmazza csak az eredeti anyagokat.
Sótoku családját a Szoga klán megsemmisítette a hatalomért folyó küzdelemben. Sótoku herceg iránti tiszteleteként azonban a rivális család megengedte egy befolyástalan családnak a templom újjáépítését. A templom később a hosszó buddhizmus fő központjává vált.

### Vita a templomtűzről
Habár a többség közös megegyezése szerint a jelenlegi templom 670-ben leégett, de később helyreállított templom, mégis vitatják a tűz létezését. Akik a templomtűz létezésének elméletét cáfolják, rámutattak arra is, hogy tűznek nincs nyoma a földből vett mintákban.
Viszont akik azt állítják, hogy a tűz valóban létezett, a Nihongi („Japán krónikája”) alapján rámutatnak arra, hogy egy súlyos tűz ütött ki 670-ben, melyben egyetlen épület sem maradt épen. Sótoku herceg életrajza szerint volt egy templomtűz 610-ben. Az ásatások, melyek felfedték a régebbi templomkomplexus romjait, viszont elég meggyőző bizonyítékokat szolgáltatnak arra, hogy a mostani templom csak a leégett templom rekonstrukciója.

## Építése

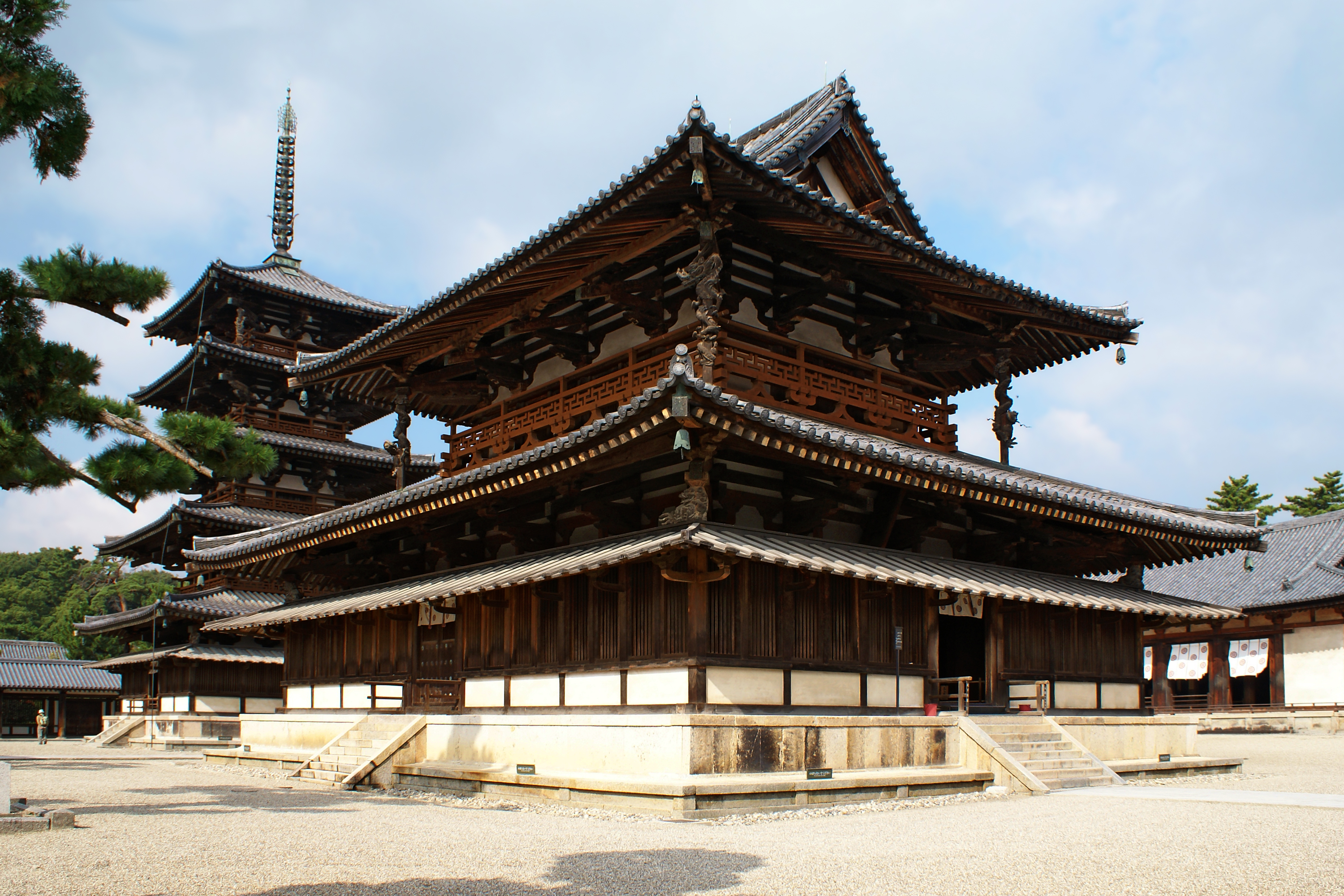
A kondo és az ötemeletes pagoda

A jelenlegi templom két területre osztódik: a nyugati Szai-in és a keleti Tó-in rész. A templom nyugati részében áll a Kondó (arany csarnok) és a templom ötemeletes pagodája.
A Tó-in részen terül el a nyolcszögű Jumedono csarnok (az álmok csarnoka), ami 122 m-re keletre fekszik a Szai-in területtől. A komplexumban találhatóak továbbá a szerzetesek szállásai, előadótermek, könyvtárak és ebédlők is.
Amíg a legkorábbi japán templomok a koreai és kínai prototípusok alapján épültek, addig a Hórjúdzsi abban különbözik ezektől a mintáktól, hogy az udvarban a kondó és a pagoda egymás mellé kerültek.
A 670-ben bekövetkezett templomtűzben az eredeti templom leégett, viszont a Jakusi-szobor megmenekült. Amíg a templom rekonstrukció alatt volt, addig a Saka triádról már megszületett a döntés, mert a templomot építő munkások mindkét szobornak egyformán akartak hódolni, így a kodót és a pagodát egymás mellé építették, egy egyedi összeállítást alkotva.
A Jamadaderánál folyt ásatások eltérést mutatnak a 643-ban álló templom és a Hórjúdzsi között, mivelhogy a templom legrégebbi épületei nem a tiszta Aszuka-stílus jegyeit hordják.
A templom építészetét erősen befolyásolta a Pekcse királyság, amivel Va (Japán) közeli kapcsolatban állt, ezáltal bepillantást nyerhetünk abba, hogy vajon milyen lehetett a Pekcse építészet. Bizonyítékok vannak rá, hogy Pekcse építészek, kézművesek és mesterek nyújtották a gyakorlati szakértelmet a japánoknak a Hórjúdzsi építésekor, mivel a japánok nem rendelkeztek megfelelő ügyességgel abban az időben, hogy belefogjanak egy ilyen hatalmas vállalkozásba. Szintén Pekcse kézművesek segítettek a Hókódzsi (Aszuka-dera), az első japán buddhista templom, felépítésében is a 6. század vége felé. Szamguk Szagi könyvében nyomon követi a Pekcse ügyeit. Feljegyzései szerint a Jakusit egy pekcsei (koreai) kézműves készítette Sótoku herceg megbízásából, hogy elősegítse apja gyógyulását, aki viszont még a templomkomplexus befejezése előtt elhunyt.

### A pagoda
Az ötemeletes pagoda 32,45 m magas és egyike azon két faépületnek, melyek a legöregebbek a világon. A koreai Pekcse és a kínai Tang stíluselemek is megtalálhatóak benne. Több mint valószínű, hogy 700-ban fejezték be. A pagoda védőkorlátjai és konzoljai szinte megegyeznek a kondoéval. Figyelemreméltó az állítólagos ereklyetartó létezése a pagoda alatt. A masszív alapkő, amely három méter mélyen fekszik a föld alatt, üregeket rejt az ereklyék részére. Ezek a kincsek talán soha nem kerülnek a felszínre, a pagoda súlya miatt. A látogatóknak tilos a pagodába lépniük.

### A kondó
A kondó széles körben a második legöregebb fennálló épületként ismert a világon.
A csarnok 18,5 m × 15,2 m alapterületű. Koreai és kínai prototípusok alapján épült. A csarnoknak dupla teteje van, melynek sarkai íveltek. Az eredeti Kondó-tetőt plusz oszlopok tartották, mert több mint 4 m-rel meghaladta az épület alapterületét. A második világháború alatt leálltak a tető javításával, mert károk keletkeztek a híres belső falfestményeken. Tűz ütött ki a templomban a január másodikai renováció alatt 1949-ben a fűtés miatt. Ez a tűz komolyan megrongálta a tetőszerkezet megmaradt részét és a falfestményeket is. Mivel a fa 3 cm-es mélységig megperzselődött, elhatározták a megégett területek újjáépítését friss fával. Az eredeti konstrukció megszenesedett maradékait ma egy tűzálló raktárban tárolják, ahova csak néhány kiválasztottnak van belépése, hogy tanulmányozzák az ősi építkezési technikákat. A csarnokban található a híres Saka triád is.

### A Jumedono (Az álmok csarnoka)
Sótoku herceg ebben a csarnokban tanulmányozta a buddhista írásokat. A csarnok jelenlegi formája 739-ben nyerte el és a 9. században javításokat végeztek rajta. A csarnok az otthona a híres jumedonói Guze vagy Kure Kannonnak, amit csak az év bizonyos részében állítanak ki.

## Kincsek
A templom kincsei tulajdonképpen a buddhista művészet gyűjteménye a 6. és 7. századból. Sok freskón, szobron és más műtárgyon a templomban, úgy mint az építészeten is látható Korea, Kína és India erős kulturális befolyása, ami a dél-ázsiai államok nemzetközi kapcsolatait mutatja.

### Falfestmények
Tamdzsingot, egy koreai szerzetest (japánul Doncso) Kogurjóból, tartják a Kondó falán levő híres festmények festőjének.

### A Kudara Kannon
Ez egy Kannon-szobor, amely a hagyomány szerint Kudarából származik. Aranyozott japánkámfor fából készült. A szobor 210 cm magas és elég vékony, emiatt még magasabbnak látszik. A Kudara szó a Pekcse királyság japán megfelelője. Ez a szobor egyedülálló darabja a japán művészetnek. Néhány művészetkritikus koreai eredetűnek tartja, mások szerint viszont Japánban faragták, csak nem hordozza ennek a kultúrának a jegyeit.

### A jumedonói (Guze) Kannon
A Kannon-szobor állítólag Sótoku herceget ábrázolja. Megközelítőleg 197 cm a magassága. Néhány forrás szerint Sótoku herceg is ilyen magas volt. A Kannon aranyozott fából készült. Azt állítják a szobor célja az volt, hogy csillapítsa az elhunyt herceg lelkét. Ez azon a tényen nyugszik, hogy a glóriát (dicsfényt) a fejhez egy szöggel erősítették oda. A szobor sokban hasonlít a hercegről fennmaradt arcképekre. A Kannon megőrizte az aranybevonatát annak köszönhetően, hogy 500 m anyagba csavarva tartották az Álmok csarnokában és sosem érte napfény. A szobor funkciója az volt, hogy szent legyen így addig nem látta senki, amíg Ernest Francisco Fenollosa kérésére ki nem csomagolták, aki a japán kormány megbízásából katalogizálta az állam műtárgyait. Később a Bostoni Múzeum gondnoka lett. Fenollosa szerint ez a Kannon koreai eredetű, azonfelül állítják azt is, hogy a szobor az észak- és dél-kínai befolyások szintézise. Más történészek álláspontja szerint a szobor a Tori-stíluson alapul.

### A Shaka triád
Tori Bussit hisszük e masszív Buddha-szobor elkészítőjének. Mivel ez egy triád, a középen levő Buddha két másik alakkal van ábrázolva. A szobor eredete 623-ra tehető és a stílusa Észak-Veiből ered, ami Tori-stílusként is ismert – jellemzők rá a kétdimenziós figurák és az ismétlődő minták (mint például annak a ruhának az ábrázolása, amin a triád ül).

## További információk

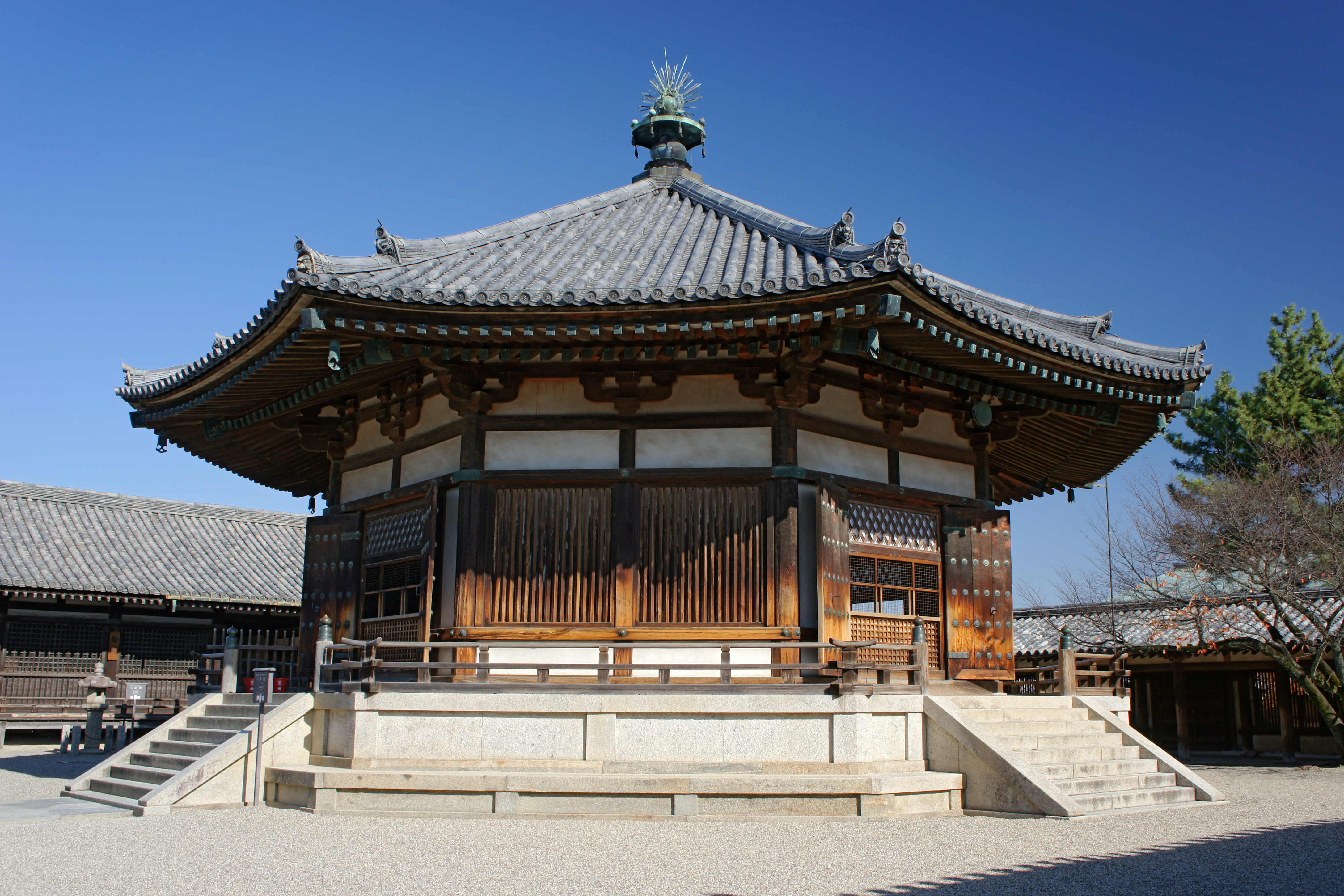
Jumedono, a csarnok, amely összefüggésbe hozható Sotoku herceggel
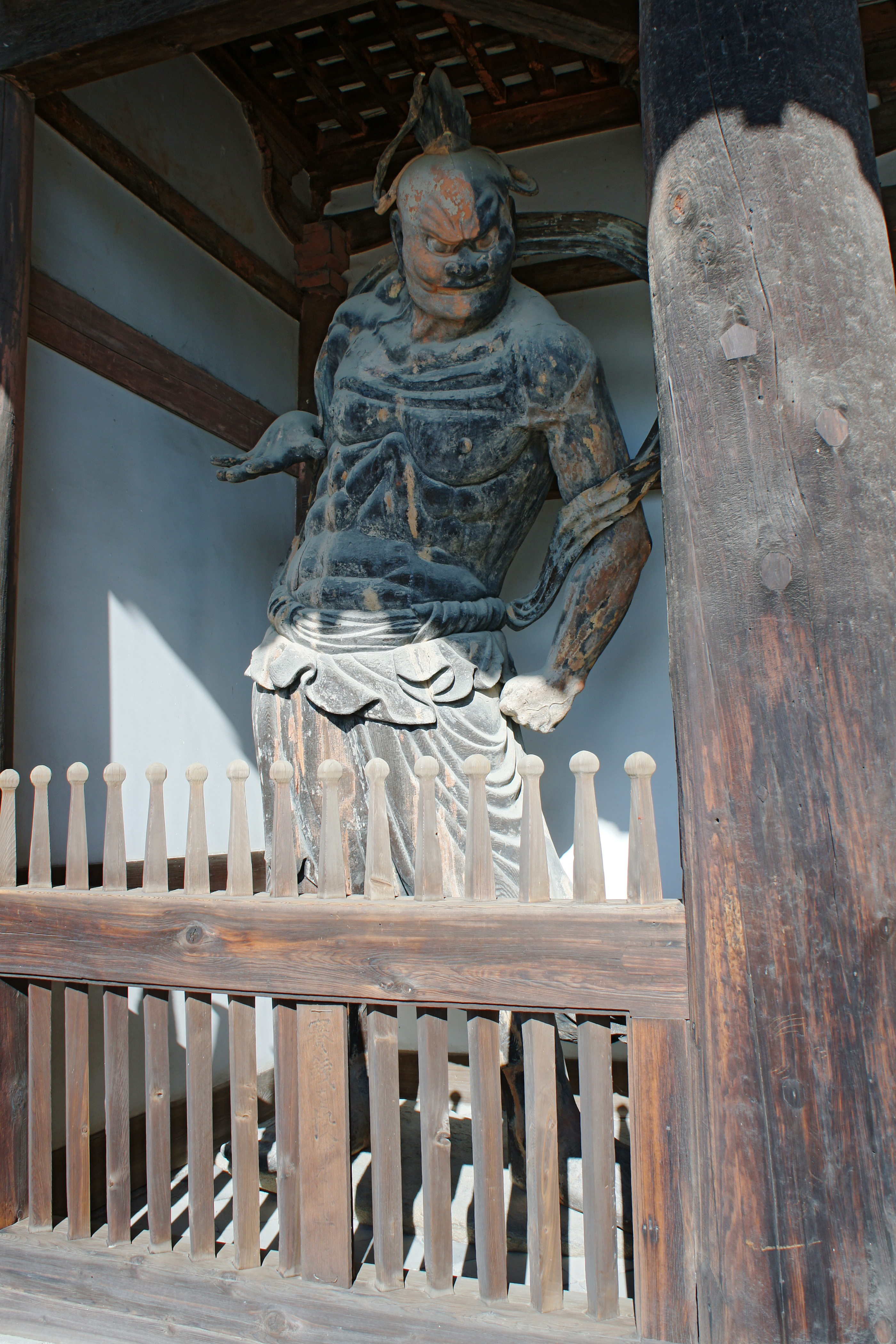
Egy őrködő isten szobra Hórjú-dzsiban
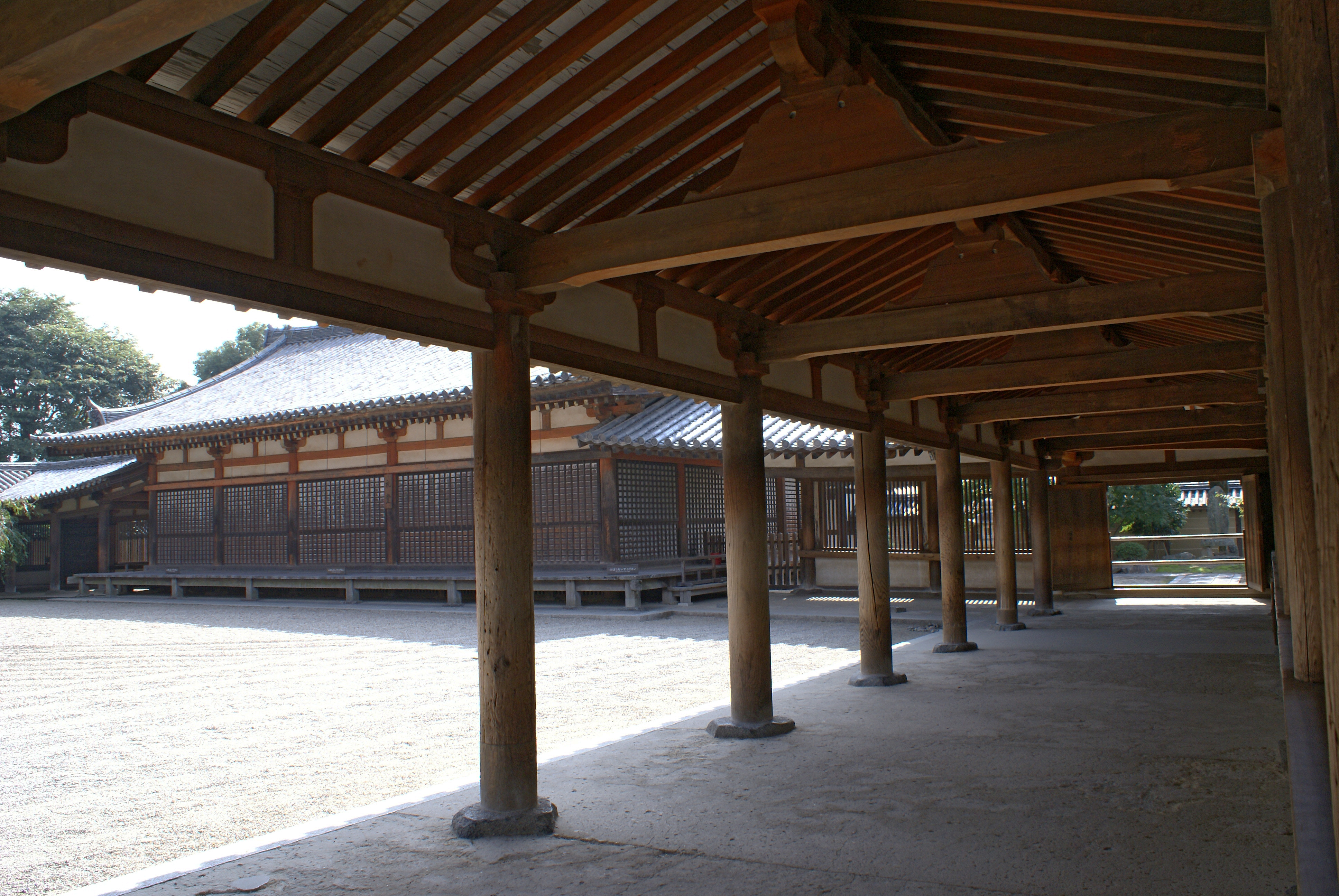
Reido
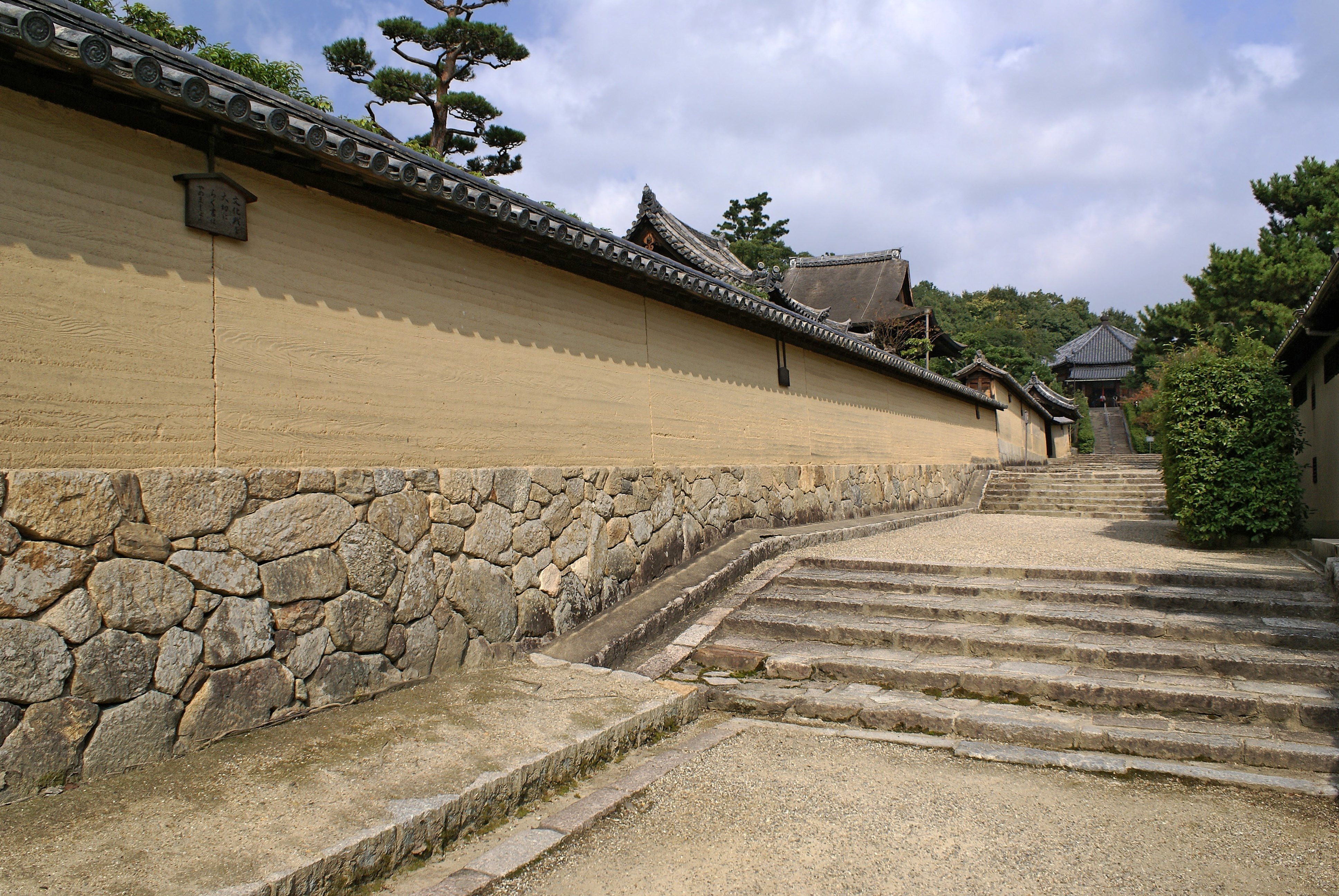
A szaiendo felé vezető út